# Dofteana
Dofteana è un comune della Romania di 11 201 abitanti, ubicato nel distretto di Bacău, nella regione storica della Moldavia.
Il comune è formato dall'unione di 5 villaggi: Cucuieți, Dofteana, Hăgheac, Larga, Ștefan cel Mare.